# Sara Tavares
Sara Alexandra Lima Tavares (Lissabon, 1 februari 1978 – aldaar, 19 november 2023) was een Portugees-Kaapverdisch zangeres.

## Biografie
Tavares werd in 1978 geboren in de Portugese hoofdstad Lissabon uit Kaapverdische ouders. 
Ze werd bij het grote publiek bekend in 1994. In dat jaar won ze Chuva de Estrelas, de Portugese versie van de Soundmixshow, met One Moment in Time van Whitney Houston. Datzelfde jaar nam ze namens Portugal deel aan het Eurovisiesongfestival 1994, dat gehouden werd in de Ierse hoofdstad Dublin. Met het nummer Chamar a música eindigde ze op de achtste plek.
In 1996 bracht Tavares een album uit met gospelgroep Shout!, en bracht daarna vier solo-albums uit. Tavares creëerde een nieuw soort Portugese-Kaapverdische popmuziek, waarin ze Kaapverdische stijlen als morna en coladeira combineerde met westerse stijlen als jazz en r&b en met Afrikaanse en Latijns-Amerikaanse invloeden. Ze zong op deze albums in het Engels, Portugees en Kaapverdisch-Creools. Het maakte haar tot een invloedrijk artiest die door andere artiesten als voorbeeld werd gezien.
Ze werd in 2007 genomineerd voor een BBC Radio 3 Award for World Music en in 2018 voor een Latin Grammy Award. Tavares werkte samen met artiesten als Ana Moura, Boy Gé Mendes en Lokua Kanza.
Op 19 november 2023 is Sara Tavares op 45-jarige leeftijd overleden in Lissabon aan de gevolgen van een hersentumor. De hersentumor was al meer dan tien jaar geleden bij haar gediagnosticeerd.

## Discografie
- Sara Tavares & Shout (1996)
- Mi Ma Bô (1999)
- Balancê (2006)
- Alive! in Lisboa (2008)
- Xinti (2009)
- Fitxadu (2017)

1964: António Calvário · 
1965: Simone de Oliveira · 
1966: Madalena Iglésias · 
1967: Eduardo Nascimento · 
1968: Carlos Mendes · 
1969: Simone de Oliveira · 
1971: Tonicha · 
1972: Carlos Mendes · 
1973: Fernando Tordo · 
1974: Paulo de Carvalho · 
1975: Duarte Mendes · 
1976: Carlos do Carmo · 
1977: Os Amigos · 
1978: Gemini · 
1979: Manuela Bravo · 
1980: José Cid · 
1981: Carlos Paião · 
1982: Doce · 
1983: Armando Gama · 
1984: Maria Guinot · 
1985: Adelaide Ferreira · 
1986: Dora · 
1987: Nevada · 
1988: Dora · 
1989: Da Vinci · 
1990: Nucha · 
1991: Dulce Pontes · 
1992: Dina · 
1993: Anabela · 
1994: Sara Tavares · 
1995: Tó Cruz · 
1996: Lúcia Moniz · 
1997: Célia Lawson · 
1998: Alma Lusa · 
1999: Rui Bandeira · 
2001: MTM · 
2003: Rita Guerra · 
2004: Sofia Vitória · 
2005: 2B · 
2006: Nonstop · 
2007: Sabrina · 
2008: Vânia Fernandes · 
2009: Flor-de-Lis · 
2010: Filipa Azevedo · 
2011: Homens da Luta · 
2012: Filipa Sousa · 
2014: Suzy · 
2015: Leonor Andrade · 
2017: Salvador Sobral · 
2018: Cláudia Pascoal · 
2019: Conan Osíris · 
2021: The Black Mamba · 
2022: Maro · 
2023: Mimicat · 
2024: Iolanda · 
2025: Napa
- Biblioteca Nacional de España: XX5377587
- Bibliothèque nationale de France: cb15540091p (data)
- Gemeinsame Normdatei: 132576988
- International Standard Name Identifier: 0000 0000 2251 3799
- Library of Congress Control Number: no2009054035
- MusicBrainz: ac35b735-3449-423a-a73d-1e5320e8112d
- Nationale Bibliotheek van Israël: 987007329922305171
- Réseau des bibliothèques de Suisse occidentale: 02-A016731736
- Istituto Centrale per il Catalogo Unico: UBOV149469
- Virtual International Authority File: 20849164
- WorldCat: E39PBJmxVqxD36VbXxcFtgMQMP